# Vitorlázás az 1900. évi nyári olimpiai játékokon
Az 1900. évi nyári olimpiai játékokon a vitorlázásban tíz számot bonyolítottak le, ebből csak három versenyszámot ismer el hivatalosnak a NOB.

## Éremtáblázat
(A rendező ország csapata eltérő háttérszínnel, az egyes számoszlopok legmagasabb értéke, vagy értékei vastagítással kiemelve.)
| Az 1900. évi nyári olimpiai játékok éremtáblázata vitorlázásban | Az 1900. évi nyári olimpiai játékok éremtáblázata vitorlázásban | Az 1900. évi nyári olimpiai játékok éremtáblázata vitorlázásban | Az 1900. évi nyári olimpiai játékok éremtáblázata vitorlázásban | Az 1900. évi nyári olimpiai játékok éremtáblázata vitorlázásban | Olimpia  |
| --------------------------------------------------------------- | --------------------------------------------------------------- | --------------------------------------------------------------- | --------------------------------------------------------------- | --------------------------------------------------------------- | -------- |
|                                                                 | Ország                                                          | Arany                                                           | Ezüst                                                           | Bronz                                                           | Összesen |
| 1.                                                              | Franciaország (FRA)                                             | 3                                                               | 8                                                               | 8                                                               | 19       |
| 2.                                                              | Nagy-Britannia (GBR)                                            | 3                                                               | 0                                                               | 1                                                               | 4        |
| 3.                                                              | Nemzetközi Csapat (ZZX)                                         | 2                                                               | 0                                                               | 0                                                               | 2        |
| 4.                                                              | Svájc (SUI)                                                     | 1                                                               | 1                                                               | 0                                                               | 2        |
| 4.                                                              | Németország (GER)                                               | 1                                                               | 1                                                               | 0                                                               | 2        |
| 6.                                                              | Egyesült Államok (USA)                                          | 0                                                               | 0                                                               | 1                                                               | 1        |
|                                                                 |                                                                 |                                                                 |                                                                 |                                                                 |          |
| Összesen                                                        | Összesen                                                        | 10                                                              | 10                                                              | 10                                                              | 30       |

## Érmesek
| Az 1900. évi nyári olimpiai játékok férfi érmesei vitorlázásban | | |                                                                                                   |
| Versenyszám                                                     | Arany | Ezüst | Bronz                                                                                             |
| 0.5 tonna 1 futam                                               | Franciaország (FRA) · Quand-Même · Pierre Gervais                                                              | Franciaország (FRA) · Baby · Jean Charcot · Robert Linzeler · Texier I · Texier II                             | Franciaország (FRA) · Sarcelle · Henri Monnot · Léon Tellier · Gaston Cailleux                    |
| 0.5tonna 2 futam                                                | Franciaország (FRA) · Fantlet · Emile Sacré                                                                    | Franciaország (FRA) · Quand-Même · Jean Charcot · Robert Linzeler · Texier I · Texier II                       | Franciaország (FRA) · Baby · Pierre Gervais                                                       |
| 1 tonna                                                         | Nagy-Britannia (GBR) · Scotia · Lorne Currie · John Gretton · Linton Hope · Algernon Maudslay                  | Franciaország (FRA) · Crabe II · Jacques Baudrier · Jean le Bret · F. Marcotte · William Martin · Jules Valton | Franciaország (FRA) · Scamasaxe · Marcel Meran · E. Michelet · F. Michelet                        |
| 1 - 2 tonna 1 futam                                             | Svájc (SUI) · Lérina · Bernard de Pourtalès · Hélène de Pourtalès · Hermann de Pourtalès                       | Franciaország (FRA) · Marthe · Auguste Albert · Duval · Charles Hugo · F. Vilamitjana                          | Franciaország (FRA) · Nina-Claire · Jacques Baudrier · Lucien Baudrier · Dubosq · Edouard Mantois |
| 1 - 2 tonna 2 futam                                             | Németország (GER) · Aschenbrödel · Georg Naue · Heinrich Peters · Ottokar Weise · Martin Wiesner               | Svájc (SUI) · Lérina · Bernard de Pourtalès · Hélène de Pourtalès · Hermann de Pourtalès                       | Franciaország (FRA) · Marthe · Auguste Albert · Duval · Charles Hugo · F. Vilamitjana             |
| 2 - 3 tonna 1 futam                                             | Nemzetközi Csapat (ZZX) · Ollé · Frédéric Blanchy (FRA) · E. William Exshaw (GBR) · Jacques le Lavasseur (FRA) | Franciaország (FRA) · Favorite · Doucet · Godinet · Mialaret · Susse                                           | Franciaország (FRA) · Gwendoline · De Cottignon · Emile Jean-Fontaine · Ferdinand Schlatter       |
| 2 - 3 tonna 2 futam                                             | Nemzetközi Csapat (ZZX) · Ollé · Frédéric Blanchy(FRA) · E. William Exshaw (GBR) · Jacques le Lavasseur (FRA)  | Franciaország (FRA) · Favorite · Doucet · Godinet · Mialaret · Susse                                           | Franciaország (FRA) · Mignon · Auguste Donny                                                      |
| 3 - 10 tonna                                                    | Nagy-Britannia (GBR) · Bona Fide · Edward Hore · H. N. Jefferson · J. Howard Taylor                            | Franciaország (FRA) · Gitana · A. Dubos · J. Dubos · Maurice Gufflet · Robert Gufflet · Charly Guiraist        | Egyesült Államok (USA) · Frimousse · H. MacHenry                                                  |
| 10 - 20 tonna                                                   | Franciaország (FRA) · Estérel · Émile Billard · P. Perquer                                                     | Franciaország (FRA) · Quand-Même · Jean Decazes                                                                | Nagy-Britannia (GBR) · Laurea · Edward Hore                                                       |
| Abszolút Kategória                                              | Nagy-Britannia (GBR) · Scotia · Lorne Currie · John Gretton · Linton Hope                                      | Németország (GER) · Aschenbrödel · Georg Naue · Heinrich Peters · Ottokar Weise · Martin Wiesner               | Franciaország (FRA) · Turquoise · E. Michelet · F. Michelet                                       |